# Вікторія Марінова
Вікторія Марінова, правильніше Маринова (болг. Виктория Маринова, 7 вересня 1988, Русе — 6 жовтня 2018, Русе) — болгарська журналістка, яка займалась політичними та економічними розслідуваннями. Смерть Маринової викликала міжнародне обурення під час посилення насильства над журналістами-слідчими.

## Життєпис
Вікторія Марінова народилася 7 вересня 1988 року. Після закінчення Університету у Русе імені Ангела Канчева до початку роботи журналісткою була моделлю. Потім почала працювати на каналі TVN, одному з найпопулярніших ЗМІ на північному сході Болгарії.
Марінова була адміністративною директоркою телеканалу TVN в Русе. 30 вересня 2018 року вона запустила нове ток-шоу під назвою «Детектор». Вона, зокрема, розслідувала фінансовані проєкти Європейського Союзу вартістю у сотні мільйонів болгарських левів, на яких заробляли кошти консалтингові фірми. Згідно з розслідування телеканалу TVN, до розкрадання може бути причетне вище керівництво держави, включаючи прем'єр-міністра Болгарії Бойка Борисова. У розслідуванні також фігурує голова болгарської «доньки» російського «Лукойлу» Валентин Златєв та партнери колишнього російського сенатора і екс-віцепрезидента нафтової компанії «Лукойл» Раліфа Сафіна.

## Вбивство
6 жовтня 2018 року Вікторію Марінову жорстоко вбили. Її тіло знайшли у парку болгарського міста Русе біля Дунаю. По річці проходить державний кордон з Румунією. Марінова, за словами колег, у той день вирушила на пробіжку.
Поліція заявила, що журналістка зазнала зґвалтування перед смертю.
Вікторія Марінова стала третьою журналісткою, вбитою в країнах Європейського Союзу менше, ніж за рік, після мальтійки Дафне Галісії та словака Яна Куцяка.